# きょしちょう座ゼータ星
きょしちょう座ζ星（きょしちょうざゼータせい、ζ Tuc / ζ Tucanae）は、きょしちょう座の恒星で4等星。黄白色の主系列星。

## 特徴
質量、半径は太陽とほぼ同じだが、表面温度が太陽よりやや高いので、太陽よりも明るい。ヒッパルコスによる視差の測定から、距離は精度良く求まっており、地球からの距離は約28.0光年である。
| 太陽 | きょしちょう座ζ星 |
| ---- | ----------------- |
| 太陽 | Exoplanet         |

金属量は太陽より少なく、太陽のおよそ7割程度だが、それ以外の性質はよく似ており、年齢も約38億歳と推定され、太陽と大きな違いはない。そのため、この恒星にもし地球型惑星が存在すれば、生命探査の絶好の目標となる。
きょしちょう座ζ星は、おおぐま座運動星団に属している。これは、宇宙空間で同じ運動を持つ恒星の緩い集まりである。運動速度は、U = -60, V = -4, W = -38 km/sである。これらはそれぞれ、銀河中心への運動速度、銀河の自転方向の運動速度、銀河の北極方向への運動速度に対応する。銀河核から平均8,400パーセクの位置を、軌道離心率0.16で公転している。

## 星周構造
波長70μmの遠赤外線が過剰に放射されていることから、この星系は星周塵の円盤を伴っていると考えられる。分光観測でも円盤が存在する証拠が得られている。円盤は、半径が少なくとも2.3AUで、恒星の周囲を公転しており、温度は最高で218Kと推定される。2009年時点で惑星は見つかっていない。視線速度の変化の観測からは、少なくとも木星サイズの惑星の存在は否定される。